# Zuid-Korea op de Olympische Zomerspelen 1968
Zuid-Korea nam deel aan de Olympische Zomerspelen 1968 in Mexico-Stad, Mexico. Ook dit keer werd geen goud gehaald, maar wel zilver.

## Medailles

### 2Zilver
- Chi Yong-Ju — Boksen, mannen halfvlieggewicht

### 3Brons
- Chang Sun-Gil — Boksen, mannen bantamgewicht

## Resultaten en deelnemers per onderdeel

### Basketbal

#### Mannentoernooi
- Selectie
  - Shin Dong-pa
  - Lee In-pyo
  - Kim Young-il
  - Kim Moo-hyun
  - Kim In-kun
  - Choi Jong-kyu
  - Lee Kyung-jae
  - Ha Ui-kun
  - Yoo Hee-hyung
  - Park Han
  - Lee Byung-koo
  - Kwak Hyun-chae

### Volleybal

#### Vrouwentoernooi
- Groepsfase
  - Verloor van Polen (2-3)
  - Verloor van Peru (0-3)
  - Verloor van Sovjet-Unie (0-3)
  - Versloeg Verenigde Staten (3-1)
  - Versloeg Mexico (3-0)
  - Verloor van Japan (0-3)
  - Versloeg Tsjecho-Slowakije (3-1) → Vijfde plaats

Afghanistan · Algerije · Amerikaanse Maagdeneilanden · Argentinië · Australië · Bahama's · Barbados · België · Bermuda · Birma · Bolivia · Bondsrepubliek Duitsland · Brazilië · Brits-Honduras · Bulgarije · Canada · Centraal-Afrikaanse Republiek · Ceylon · Chili · Colombia · Congo-Kinshasa · Costa Rica · Cuba · Denemarken · Dominicaanse Republiek · Duitse Democratische Republiek · Ecuador · El Salvador · Ethiopië · Fiji · Filipijnen · Finland · Frankrijk · Ghana · Griekenland · Groot-Brittannië · Guatemala · Guinee · Guyana · Honduras · Hongarije · Hongkong · Ierland · IJsland · India · Indonesië · Irak · Iran · Israël · Italië · Ivoorkust · Jamaica · Japan · Joegoslavië · Kameroen · Kenia · Koeweit · Libanon · Libië · Liechtenstein · Luxemburg · Madagaskar · Maleisië · Mali · Malta · Marokko · Mexico · Monaco · Mongolië · Nederland · Nederlandse Antillen · Nicaragua · Nieuw-Zeeland · Niger · Nigeria · Noorwegen · Oeganda · Oostenrijk · Pakistan · Panama · Paraguay · Peru · Polen · Portugal · Puerto Rico · Roemenië · San Marino · Senegal · Sierra Leone · Singapore · Soedan · Sovjet-Unie · Spanje · Suriname · Syrië · Taiwan · Tanzania · Thailand · Trinidad en Tobago · Tunesië · Turkije · Tsjaad · Tsjecho-Slowakije · Uruguay · Venezuela · Verenigde Arabische Republiek · Verenigde Staten · Vietnam · Zambia · Zuid-Korea · Zweden · Zwitserland